# Jamil Kasirye
Jamil Kasirye (ur. 1954) – ugandyjski piłkarz grający na pozycji bramkarza. W swojej karierze grał w reprezentacji Ugandy.

## Kariera klubowa
W swojej karierze piłkarskiej Kasirye grał w klubach Kampala City Council i Villa SC.

## Kariera reprezentacyjna
W 1978 roku Kasirye został powołany do reprezentacji Ugandy na Puchar Narodów Afryki 1978. W tym turnieju był rezerwowym bramkarzem i nie rozegrał żadnego meczu. Z Ugandą wywalczył wicemistrzostwo Afryki.